# Punta Zumstein
La Punta Zumstein (pron. ted. AFI: [tsʊmʃtaɪ̯n]; 4.563 m – Zumsteinspitze in tedesco) è una delle vette più alte del massiccio del Monte Rosa nelle Alpi Pennine. È la terza in ordine di altezza dopo la Punta Dufour (4.634 m) e la Punta Nordend (4.609 m).

## Caratteristiche

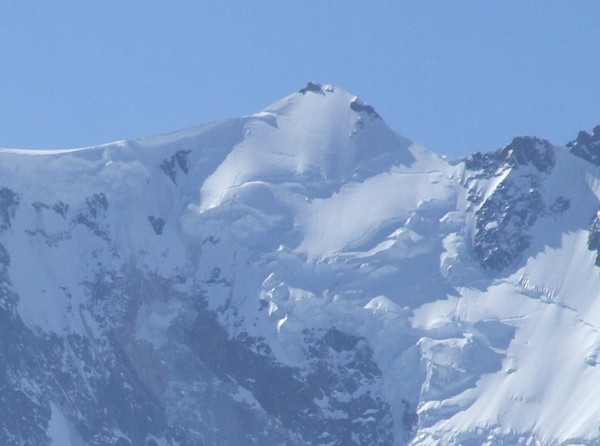
Versante est della montagna visto dal Passo del Monte Moro.

Si trova tra la Punta Dufour e la Punta Gnifetti lungo il confine tra l'Italia e la Svizzera, e interessa i comuni di Macugnaga e Zermatt.
Il versante est della Zumstein precipita per oltre duemila metri sul ghiacciaio del Monte Rosa in alta Valle Anzasca. Si tratta della più alta parete delle Alpi, e l'unica di tipologia himalayana. Su questa parete, orientata ad est-nord-est, sono stati aperti grandiosi itinerari oggi non più percorribili a causa dell'enorme distacco di ghiaccio verificatosi sotto il gruppo di rocce chiamate dalle guide di Macugnaga "occhio della Zumstein". Su di essa nel 1951 scomparve Ettore Zapparoli nel tentativo di aprire una diretta alla cima. Ancor oggi è la meno conosciuta e meno percorsa tra quelle della parete Est del Rosa, e di queste di gran lunga la più pericolosa.
Gli altri versanti sono più morbidi e accessibili: la cresta sud-est la collega con la punta Gnifetti tramite il Colle Gnifetti (4.452 m); la cresta nord la collega con la punta Dufour tramite il Grenzsattel (4.453 m).
La montagna fu intitolata dal generale e topografo Barone Ludwig von Welden a Joseph Zumstein che con altri la raggiunse nel 1820.

## Prima ascensione

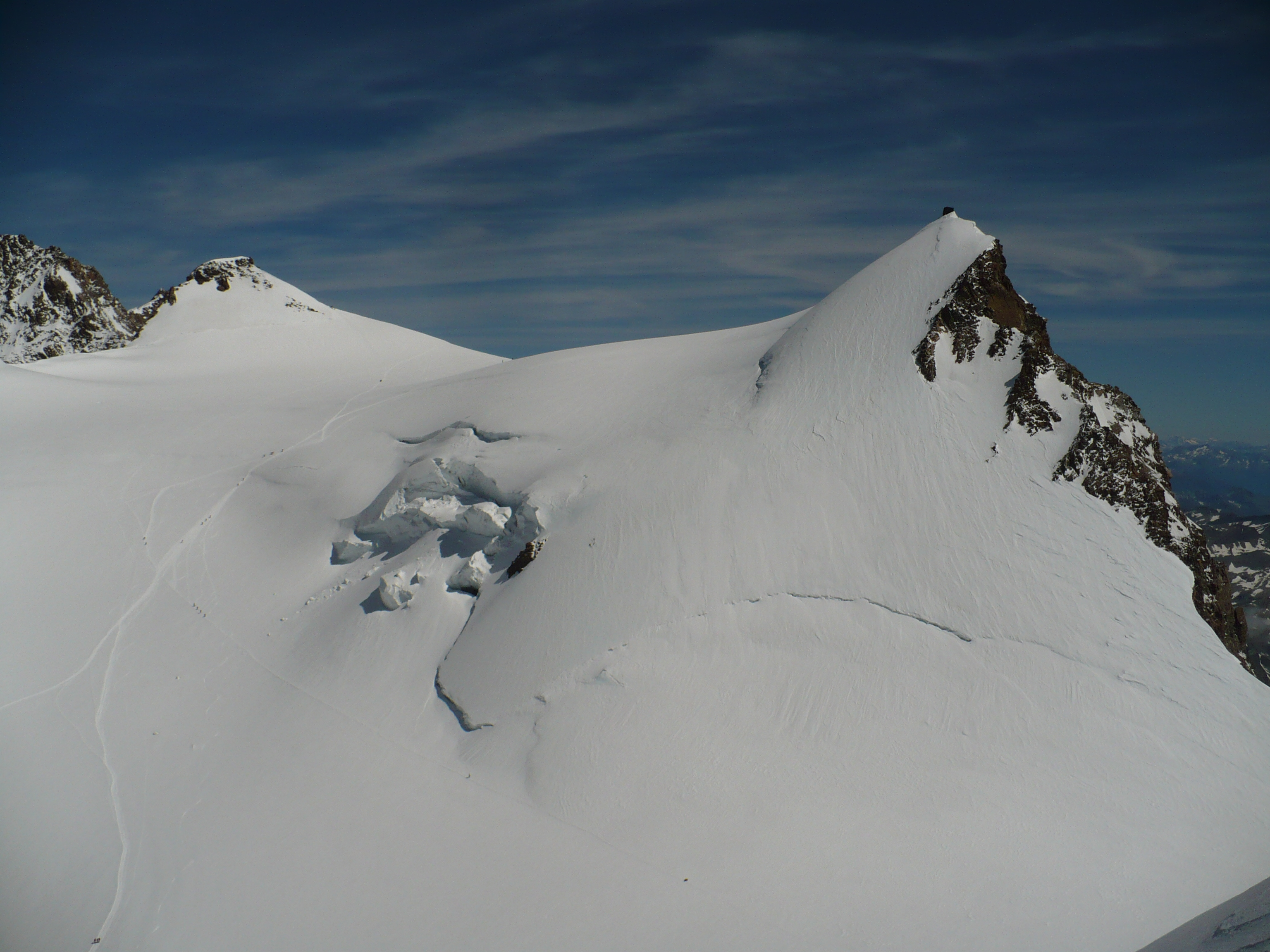
La Punta Zumstein a sinistra, la Punta Gnifetti a destra separate dal Colle Gnifetti.

La prima ascensione fu realizzata il 1º agosto 1820 da Joseph e Johann Niklaus Vincent, Joseph Zumstein, Castel (i quali, malgrado i nomi non erano, come potrebbe sembrare, svizzeri, ma di Gressoney, che all'epoca faceva parte del Regno di Sardegna), Molinatti ed altri.

## Salita alla vetta
È facilmente raggiungibile dalla Capanna Regina Margherita in circa 45 minuti ed è frequentemente salita. Dalla capanna si scende al Colle Gnifetti e poi si risale la cresta sud-est, prima nevosa e negli ultimi metri rocciosa. Sulla vetta si trovano una croce e una madonnina.

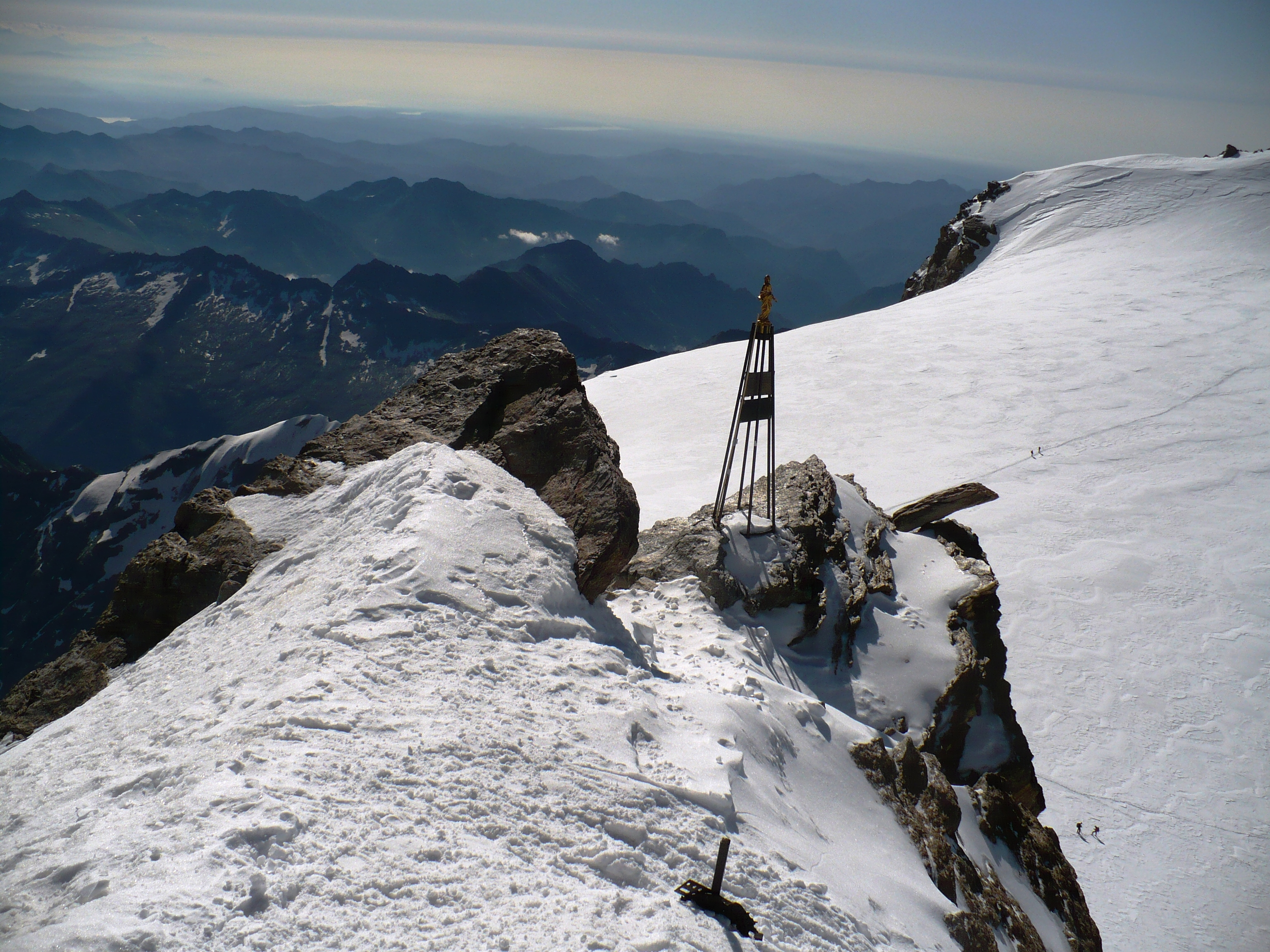
La madonnina in vetta alla montagna.